# Aprepitant
L'Aprepitant (venduto con il nome commerciale di Emend) è un farmaco appartenente alla categoria degli antiemetici. Viene usato per la prevenzione della nausea e del vomito associati a chemioterapia oncologica altamente e moderatamente emetogena in adulti e adolescenti dai 12 anni. Viene spesso usata insieme ad altri farmaci (come l'Ondansetron e il Desametasone) e si assume tramite via orale.